# إيلياس إبراهيم روزنبرغ
إيلياس إبراهيم روزنبرغ (بالإنجليزية: Elias Abraham Rosenberg)‏ (و. العقد 1810 – 1887 م) هو وسيط روحي، كاهن أمريكي.